# Macbeth (1971)
Macbeth ist ein US-amerikanisch-britisches Filmdrama aus dem Jahr 1971. Regie führte Roman Polański, der auch zusammen mit Kenneth Tynan das Drehbuch anhand des Theaterstücks Macbeth von William Shakespeare aus dem Jahr 1606 schrieb.

## Handlung
Die Handlung des Films folgt im Wesentlichen der Vorlage Shakespeares. Die letzte Szene des Films ist ein Zusatz des Regisseurs.
Nach einer gewonnenen Schlacht gegen norwegische Truppen befinden sich die siegreichen schottischen Feldherren Macbeth und Banquo auf dem Heimritt.
Unterwegs treffen sie auf drei Hexen, welche Macbeth prophezeien, bald Than von Cawdor und König von Schottland zu werden. Banquo wird dagegen prophezeit, dass seine Söhne den Thron Schottlands erben würden.
Beide sind von diesen Weissagungen nur wenig überzeugt, bis jedoch Reiter des Königs im Lager eintreffen und Macbeth zum Dank für den Sieg in der Schlacht tatsächlich den Titel des Than von Cawdor übergeben.
Als Macbeth seiner Frau von der Weissagung erzählt, stiftet diese ihn an, den amtierenden König Duncan bei einem Besuch auf Macbeths Schloss zu ermorden. Macbeth erdolcht den König in seinem Bett, seine Frau beschmiert die Hände und Dolche seiner zuvor mit Gift betäubten Wachen mit Blut, um den Verdacht auf diese zu lenken.
Als der Anschlag am nächsten Morgen entdeckt wird, heucheln Macbeth und seine Frau Betroffenheit und Unschuld. Die beiden Söhne Duncans fliehen nach England und nach Irland, aus Angst, man könnte sie ebenfalls ermorden.
Damit geht die Herrschaft über Schottland an Macbeth, den Vetter Duncans, der zum König gekrönt wird und in die königliche Festung einzieht.
Aus Angst, Banquos Nachkommen könnten wirklich, wie vorhergesagt, die Herrschaft seiner Familie stürzen, lässt Macbeth Banquo auf einem Ausritt ermorden, doch Banquos Sohn gelingt die Flucht.
Macbeth und seine Frau werden beide zunehmend von albtraumhaften Visionen geplagt, in denen sie mit den von ihnen begangenen Morden konfrontiert werden.
Macbeth sucht abermals die Hexen auf, die ihm einen Zaubertrank verabreichen, durch den er Traumvisionen bekommt. Darin wird ihm mitgeteilt, dass nur „ein Mann, den kein Weib gebar“ ihn töten könne, und dass er unbesiegbar sei, bis der Wald von Birnam nach Dunsinane geht.
Macbeth entwickelt sich immer mehr zum Tyrannen. Als schließlich Englands Armee mit Duncans Sohn Malcolm zum Krieg gegen Schottland rüstet, schlagen sich auch einige schottische Adelige auf deren Seite, unter ihnen Macduff, dessen Frau und Kinder Macbeth daraufhin grausam töten lässt. Macduff schwört ihm blutige Rache.
Als schließlich Englands überlegenes Heer Macbeths Festung erreicht, wobei es seinen Vormarsch durch abgeschlagene Bäume aus dem Wald von Birnam tarnt, flieht sein gesamter Hofstaat aus dem Schloss. Seine Frau stürzt sich, wahnsinnig geworden, in den Tod.
Macbeth verbleibt alleine im Schloss, mit der festen Überzeugung, keiner, den ein Weib gebar, könnte ihn töten. Als ihm schließlich Macduff offenbart, dass er nicht geboren, sondern aus dem Mutterleib geschnitten wurde, entbrennt ein entscheidender Zweikampf zwischen den beiden. Macduff enthauptet Macbeth, und sein Kopf wird zum Zeichen des Sieges auf einer Lanze aufgespießt.
Duncans Sohn Malcolm übernimmt die Macht in Schottland. Die letzte Szene zeigt Malcolms Bruder Donalbain, der den Ort betritt, an dem sich die Hexen aufhalten. Damit scheint es, dass sich das Unheil aus missgedeuteten Prophezeiungen fortsetzen wird.

## Hintergründe
Der Film wurde in den Shepperton Studios sowie in verschiedenen Orten in England und in Wales vom November 1970 bis zum April 1971 gedreht. Nach der Weltpremiere am 13. Oktober 1971 in den Vereinigten Staaten wurde er im Mai 1972 auf den Internationalen Filmfestspielen von Cannes gezeigt.

## Synchronisation
Die deutsche Synchronisation entstand im Auftrag der Berliner Synchron, nach einem Dialogbuch und unter der Dialogregie von Ottokar Runze.
| Rolle        | Schauspieler    | Synchronsprecher    |
| ------------ | --------------- | ------------------- |
| Macbeth      | Jon Finch       | Norbert Langer      |
| Lady Macbeth | Francesca Annis | Uta Hallant         |
| Macduff      | Terence Bayler  | Michael Chevalier   |
| Ross         | John Stride     | Joachim Kerzel      |
| König Duncan | Nicholas Selby  | Christian Rode      |
| Malcolm      | Stephan Chase   | Uwe Paulsen         |
| Donalbain    | Paul Shelley    | Christian Brückner  |
| Angus        | Bernard Archard | Heinz Theo Branding |

## Kritiken
Das Lexikon des internationalen Films schrieb, die „äußerlich wort- und werkgetreue Verfilmung“ des Theaterstücks verfehle „das innere Drama durch zu starke Betonung der spektakulären Effekte“, „Blutrünstigkeiten und Scheußlichkeiten“. Der Film sei „durch Fehlbesetzung der Hauptrollen auch darstellerisch nicht fesselnd“. Die „erlesen schönen und schockierend abstoßenden Bilder in satten Farben“ würden „nur den Augen Nahrung“ geben, aber der Intellekt bleibe „unstrapaziert“.
Roger Ebert gab dem Film hingegen die Höchstwertung von 4 Sternen und schrieb in der Chicago Sun-Times, Polański habe mit dem Stück versucht, den Mord an seiner Frau zu verarbeiten, und dadurch ein sehr eigenständiges, grimmiges Werk geschaffen, das die Geschichte bitter-ironisch aus der Sicht jenes Dummkopfes erzähle, der durch Shakespeares Stück bekannt geworden sei: „Hunderte Male haben wir ihn schon gehört, MacBeths verzweifelten Klageruf über das Leben: ‚Es ist ein Märchen, das ein Dummkopf erzählt, voll Schall und Bombast, aber ohne Sinn.‘ Wer aber hat es damit je so ernst gemeint wie Roman Polanski, der sein blutiges Meisterwerk exakt von der Höhe genau dieser Geschichte, der eines Dummkopfes, erzählt?“ Dadurch, so Ebert weiter, werde einerseits jede Möglichkeit der Identifikation mit einer der Figuren verbaut und Shakespeares Stück inhaltlich kaum noch erkennbar. Teils wirke es auch, als sei es von einer Bande der Hell’s Angels bevölkert, die Charles Manson ähnelten, indem dass sie anti-intellektuell und gedankenlos seien und getrieben von einem zutiefst schändlichen Quell der Gewalt und Begierde. Andererseits werde „Polanskis ‚MacBeth‘ dadurch natürlich viel interessanter, als wenn er allzu gewöhnlich, achtbar und ergriffen auf Zehenspitzen um Shakespeare herumgeschlichen wäre.“ Der Film sei zutiefst originell und geschaffen „von einem waschechten Künstler und mitnichten eine ‚Interpretation‘.“

## Auszeichnungen
Der Film erhielt im Jahr 1972 den National Board of Review Award in der Kategorie Bester Film. Er gewann im Jahr 1973 den BAFTA Award für die Kostüme, während die Gruppe The Third Ear Band 1973 für den Anthony Asquith Award for Film Music nominiert wurde.